# DJ Sandstorm
DJ Sandstorm, pseudoniem van Sander Verhaar (Middelburg, 1976), is een Nederlandse dj en muziekproducer, gespecialiseerd in eclectische, funky dancemuziek uit de jaren tachtig, negentig en nul.

## Stijl
DJ Sandstorms muzieksmaak en draaistijl is funky en eclectisch. Hij wordt beïnvloed door hiphop, soul, funk, jazz en wereldmuziek. In de jaren negentig draaide hij op drum-'n-bass- en breakbeatfeesten. De funky beats van hiphop, breakbeat en drum-'n-bass is door de jaren heen een herkenbaar onderdeel van DJ Sandstorm's sound.
In 1997 won hij een dj-competitie van VPRO-radio en draaide hij op festival Lowlands. In 1998 won hij als eerste live-danceartiest De Zeeuwse Belofte, de regionale voorronde voor de Grote Prijs van Nederland.
DJ Sandstorm creëerde zijn eigen mash-upstijlen: 'Jazz Mash', 'Global Flavour' en 'Dance Rocks'. Hij draait zijn eclectische muziek op festivals, evenementen en party's. Hij trad op op onder meer Lowlands, Concert at Sea, het North Sea Jazz Festival, Zeeland Jazz, Jazz in Duketown, Extrema Outdoor en Festival Mundial. Naast optredens op festivals en clubavond wordt hij ook regelmatig geboekt voor bedrijfsevents.

## Radio
Tussen 2000 en 2016 was Verhaar als dj en remixer regelmatig te horen op Radio 3FM. Hij maakte voor 3FM honderden remixen en produceerde zestien jaar lang de 3FM Jaarmix. Vanaf 2006 produceerde hij de wekelijkse Mix in the Weekend-mixen op vrijdagavond, in september 2006 omgedoopt tot Operation DJ Sandstorm. Deze mixen waren tot eind 2013 te horen in het programma Ekstra Weekend. 'Operation DJ Sandstorm' was een wekelijkse mash-up van pop, rock en dancemuziek.
Van 2008 tot 2010 mixte DJ Sandstorm soul, funk, jazz en global beats voor Radio 6, in 2008 en 2009 voor de programma's Plaatjesdraaien en Shuffle. In 2010 mixte hij Het beste uit de Zwarte Lijst, met de beste 'zwarte' soul en jazzmuziek.
Van 2011 tot en met 2013 maakte DJ Sandstorm het wekelijkse programma Jazz Mash op Arrow Jazz FM, waarin hij soul, funk, jazz en funky dance mixte. Arrow Jazz FM veranderde in 2012 in Sublime FM. Van januari 2013 tot augustus 2014 maakte hij bovendien op Sublime FM zijn wekelijkse mixprogramma Global Flavour met 'global beats'.
Van 2016 tot en met 2020 produceerde DJ Sandstorm maandelijkse hardloopmixen voor het Sky Radio-kanaal 'Runnig Hits'. Voorts maakte hij in 2020 diverse mash-upmixen (twee verschillende platen die samen weer een geheel vormen) met jaren 70- en jaren 80-muziek voor de daarop gerichte themamaanden van Radio Veronica. In november 2020 mixte hij ook de 'Top 1000 Allertijden' Uurmix voor Radio Veronica.
Vanaf 2020 t/m heden produceert Sandstorm regelmatig mashups en thema mixen voor diverse radio stations.
Sinds 2022 componeert en produceert Sandstorm zijn eigen funky dancetracks die hij uit brengt op alle digitale muziek kanalen zoals Spotify, Beatport, YouTube, Traxsource en meer.

## Televisie
In 2004 maakte DJ Sandstorm mash-ups voor het tv-programma MTV Mash.

## Invloeden
DJ Sandstorm wordt bij zijn dj-sets, remixen en mash-ups geïnspireerd door de eerder genoemde muziekstijlen. Belangrijke invloeden op zijn muzieksmaak zijn bovendien artiesten als The Prodigy, The Chemical Brothers, Orbital, Jan Hammer en DJ/Grandmixer Ben Liebrand.